# Гамбург (Пенсільванія)
Гамбург (англ. Hamburg) — місто (англ. borough) в США, в окрузі Беркс штату Пенсільванія. Населення — 4270 осіб (2020).

## Географія
Гамбург розташований за координатами 40°33′22″ пн. ш. 75°58′56″ зх. д. / 40.55611° пн. ш. 75.98222° зх. д. (40.556225, -75.982357).  За даними Бюро перепису населення США в 2010 році місто мало площу 5,04 км², з яких 4,87 км² — суходіл та 0,18 км² — водойми.

## Демографія
Згідно з переписом 2010 року, у селищі мешкало 4289 осіб у 1921 домогосподарстві у складі 1123 родин. Густота населення становила 850 осіб/км².  Було 2019 помешкань (400/км²).
Расовий склад населення:
| - 96,3 % — білих - 1,2 % — чорних або афроамериканців - 0,4 % — азіатів - 0,2 % — корінних американців - 1,0 % — осіб інших рас |

До двох чи більше рас належало 0,9 %. Частка іспаномовних становила 3,0 % від усіх жителів.
За віковим діапазоном населення розподілялося таким чином: 19,7 % — особи молодші 18 років, 60,9 % — особи у віці 18—64 років, 19,4 % — особи у віці 65 років та старші. Медіана віку мешканця становила 42,8 року. На 100 осіб жіночої статі у селищі припадало 88,0 чоловіків;  на 100 жінок у віці від 18 років та старших — 85,6 чоловіків також старших 18 років.
Середній дохід на одне домашнє господарство  становив 63 715 доларів США (медіана — 47 687), а середній дохід на одну сім'ю — 69 594 долари (медіана — 56 708). Медіана доходів становила 44 531 долар для чоловіків та 35 122 долари для жінок. За межею бідності перебувало 9,8 % осіб, у тому числі 13,5 % дітей у віці до 18 років та 7,3 % осіб у віці 65 років та старших.
Цивільне працевлаштоване населення становило 2242 особи. Основні галузі зайнятості: виробництво — 20,8 %, освіта, охорона здоров'я та соціальна допомога — 18,4 %, роздрібна торгівля — 14,5 %, мистецтво, розваги та відпочинок — 11,6 %.